# Moltkeviertel

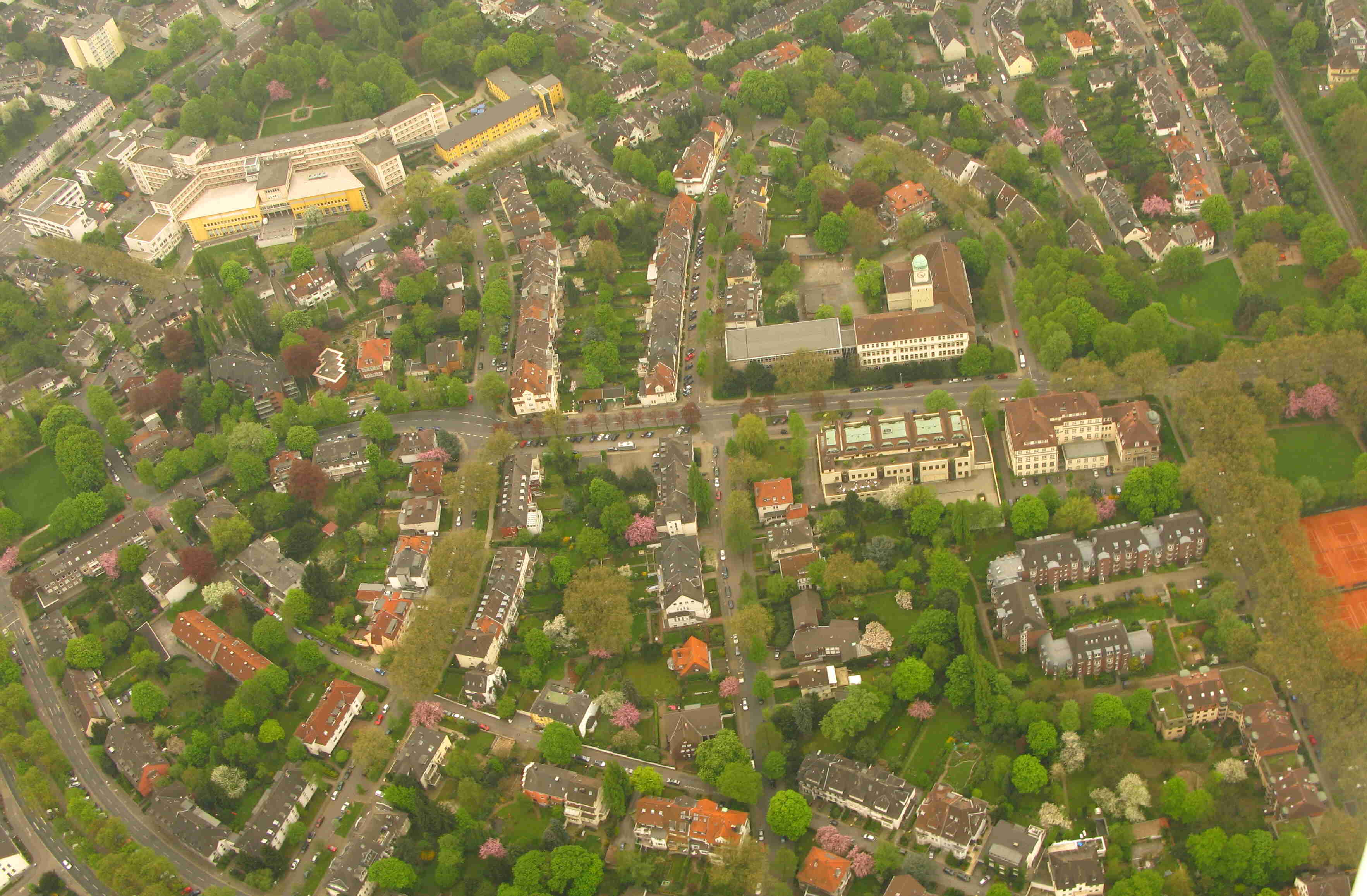
Blick über das Moltkeviertel von Norden aus (2009)

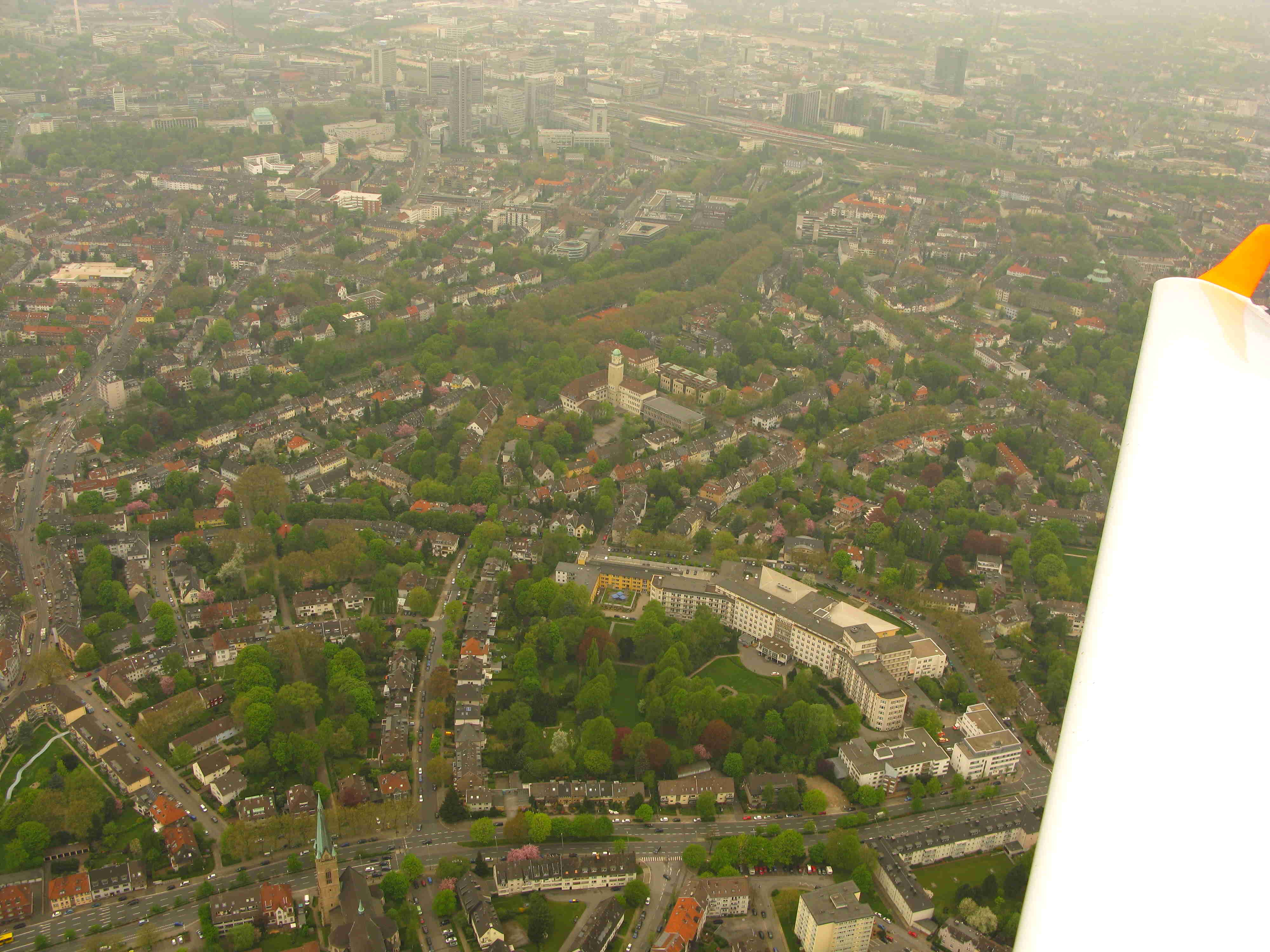
Blick über das Moltkeviertel von Südosten aus (2009)

Das Moltkeviertel ist ein Stadtviertel von Essen in Innenstadtnähe etwa 1,2 km Luftlinie südöstlich des Hauptbahnhofs. Es wird begrenzt durch die Kronprinzenstraße, die Ruhrallee, die Töpferstraße, die Rellinghauser Straße sowie die Bahnstrecke Essen Hbf – Essen-Werden (Linie S 6 nach Düsseldorf und Köln). Verwaltungstechnisch gehört es zu den Essener Stadtteilen Südostviertel und Huttrop; Das Zentrum des Moltkeviertels bildet das Robert-Schmidt-Berufskolleg, die vormalige Königliche Baugewerkschule Essen, an der Ecke Moltkestraße/Robert-Schmidt-Straße.

## Stadtplanung
Das Moltkeviertel wurde zu Beginn des 20. Jahrhunderts als städtebauliche Einheit konzipiert. Als Antwort auf den Mangel an hochwertigem Wohnraum für bürgerliche Schichten in der aufstrebenden und wohlhabenden Stadt Essen wurde es von dem visionären Stadtplaner und Beigeordneten Robert Schmidt nach Gesichtspunkten geplant, die teilweise noch gelten und damals innovativ waren. Dazu gehörte unter anderem das Anlegen weiter Durchlüftungsschneisen in Form breiter Straßen und durchgehender Grünzonen. Viele Straßen verlaufen nach Gedanken des von Camillo Sitte propagierten „künstlerischen Städtebaus“ in leicht gekrümmter Linienführung. Plätze und Grünanlagen wurden nach funktionalen und künstlerischen Gesichtspunkten in die Komposition eingefügt. Ausgedehnte Parkanlagen mit zum Teil großen Spiel- und Sportbereichen in unmittelbarer Nähe der Wohnhäuser – die Tennisplätze wurden bereits 1908 geplant – entsprachen den Ideen des „Reformstädtebaus“, dem Volksparkgedanken sowie dem Leitbild der Gartenstadt und werden auch heute noch genutzt. Die Benennung der Straßen im Viertel nach großen Baumeistern wie Karl Friedrich Schinkel, Gottfried Semper, Joseph Maria Olbrich und anderen zeigt die Verehrung für die Architektur, während die Namensgebung nach dem preußischen Generalfeldmarschall Helmuth Karl Bernhard Graf von Moltke für die größte Straße und den größten Platz des Viertels wohl eher dem Zeitgeist zwischen Jahrhundertwende und Erstem Weltkrieg geschuldet war.

## Reformarchitektur
Ab 1908 wurde das von der Stadt aufgekaufte etwa 0,5 km² große Gelände bebaut: Prächtige Villen entstanden ebenso wie Doppel- und Reihenhäuser sowie Firmensitze, die für ihre Bauherren nach individuellen Plänen und entsprechend dem jeweiligen Geldbeutel errichtet wurden – durchgängig im Stil der Reformarchitektur. Als Zentrum, das mit seinem Uhrenturm alles überragt, wurde zwischen 1908 und 1911 die Königliche Baugewerkschule Essen gebaut. Nachdem in dem Gebäude zwischenzeitlich die Staatliche Ingenieurschule für Bauwesen untergebracht war, wurde am 30. August 1982 die Kaufmännische Schule III der Stadt Essen in Betrieb genommen, die im August 2000 in Robert-Schmidt-Berufskolleg umbenannt wurde. Georg Metzendorf, Edmund Körner und andere namhafte Architekten schufen in der unmittelbaren Umgebung für das gehobene Bürgertum eine Architektur, die seinerzeit Wohnraum für hohe und zum Teil – insbesondere in Form repräsentativer Villen – höchste Ansprüche zur Verfügung stellte und bis heute ein begehrtes Wohnviertel bildet. Am von Otto Linne gestalteten Moltkeplatz baute Otto Bartning für die Alt-Lutherische Kirchengemeinde (heute Selbständige Evangelisch-Lutherische Kirche, SELK) seine erste Kirche in Deutschland (eingeweiht 1910) und plante später mit der 1929 erbauten Auferstehungskirche ganz in der Nähe eines der wichtigsten Leitbilder des modernen Kirchenbaus in Mitteleuropa. An der Ecke Moltkestraße/Camillo-Sitte-Platz entstand 1928/1929 das Wohn- und Atelier- (später nur noch Atelier-) Gebäude von Edmund Körner, das Elemente sowohl des Neuen Bauens als auch von Industriebauten wie auf der Zeche Zollverein XII aufweist. Etliche der alten Gebäude und die Moltkebrücke stehen heute unter Denkmalschutz; Listen von Baudenkmälern finden sich hier (in zwei Listen, da das Moltkeviertel zu zwei Stadtteilen gehört): im Stadtteil Essen-Südostviertel und im Stadtteil Essen-Huttrop. Für einen Großteil des Viertels existiert seit 1983 eine Erhaltungssatzung, für die sich die traditionell selbstbewusste Anwohnerschaft des Viertels mit großem bürgerschaftlichen Engagement eingesetzt hatte.

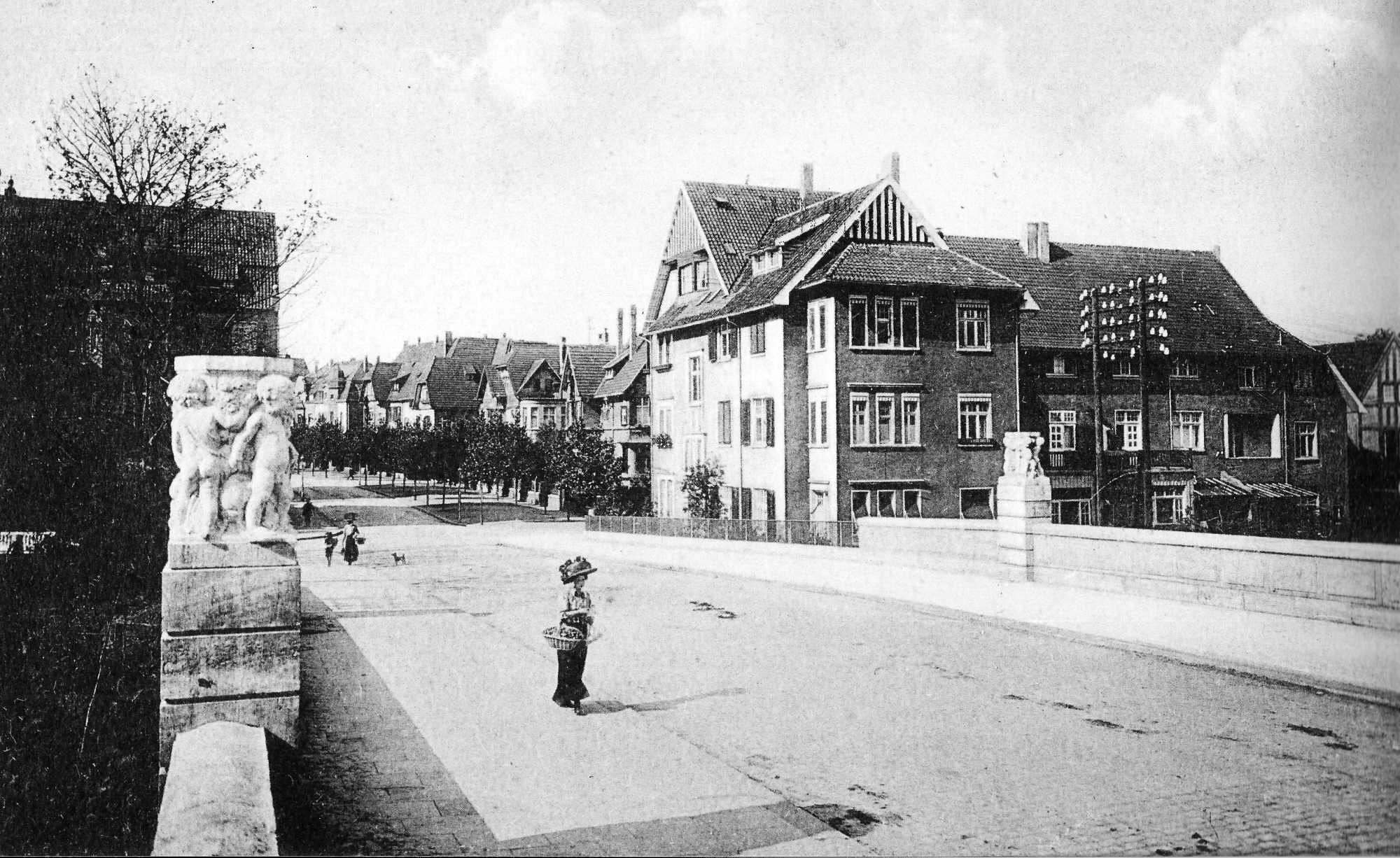
Moltkebrücke; Bild aus 1910
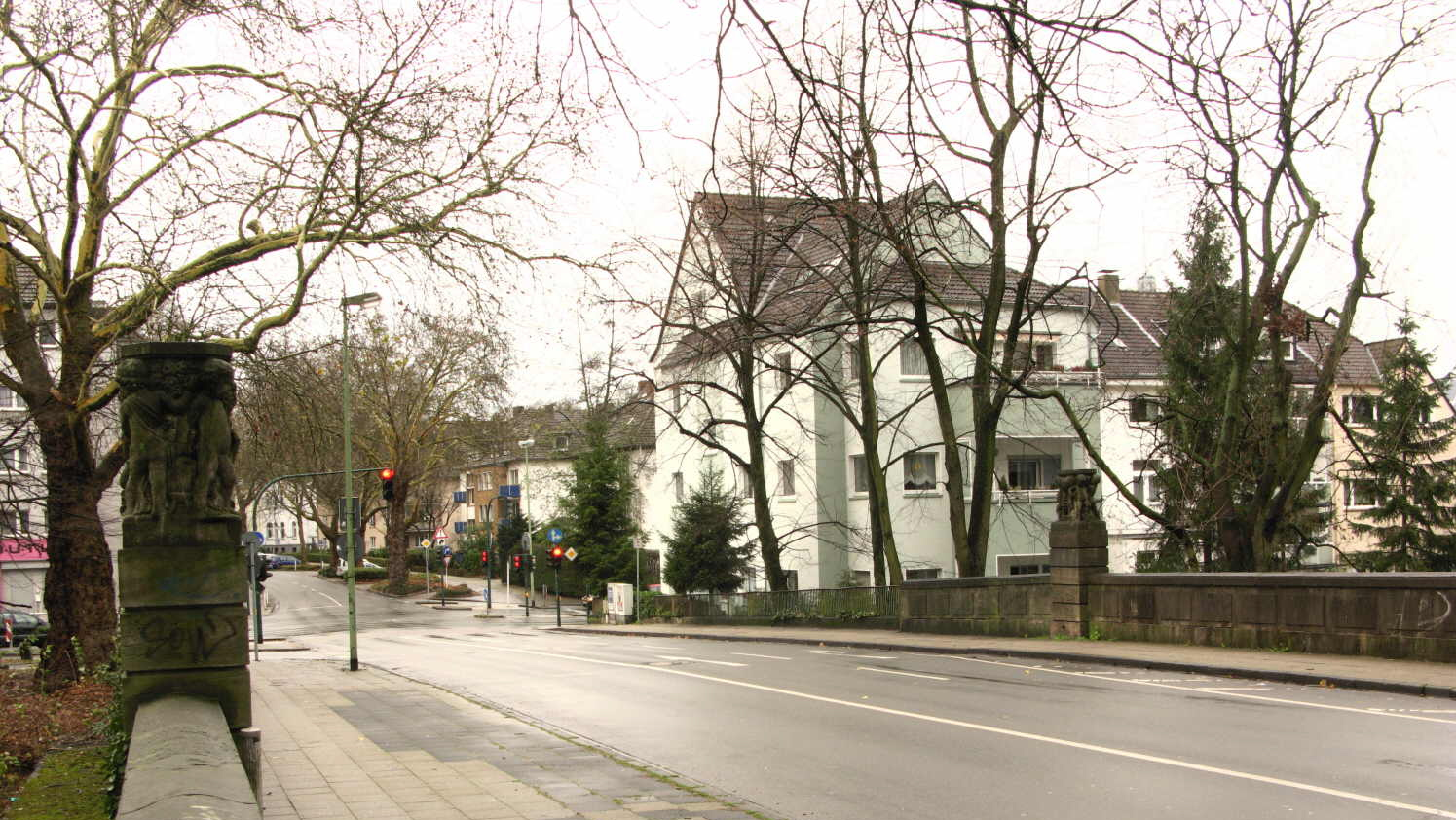
Moltkebrücke; heute
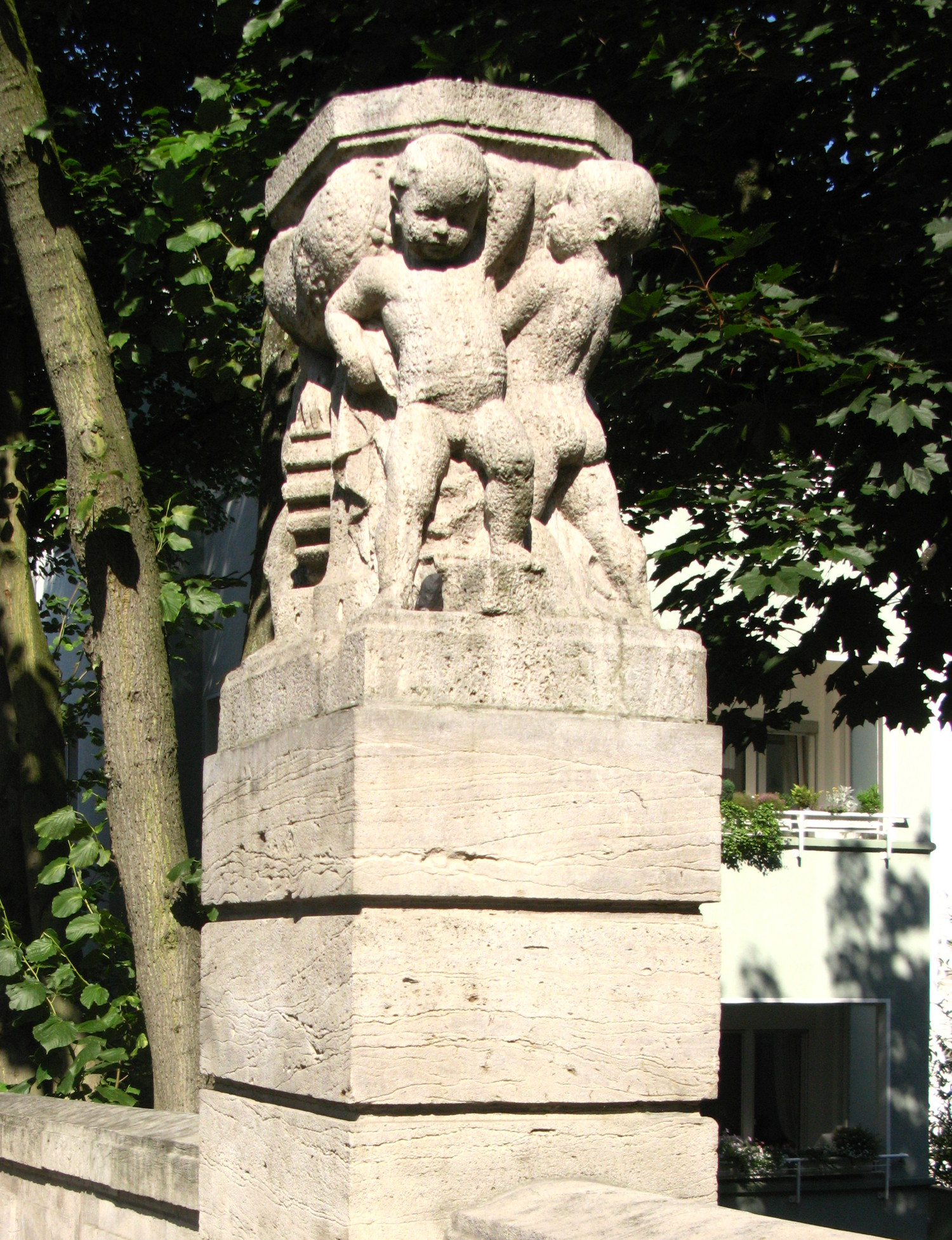
Skulpturen an der Moltkebrücke über die S-Bahn
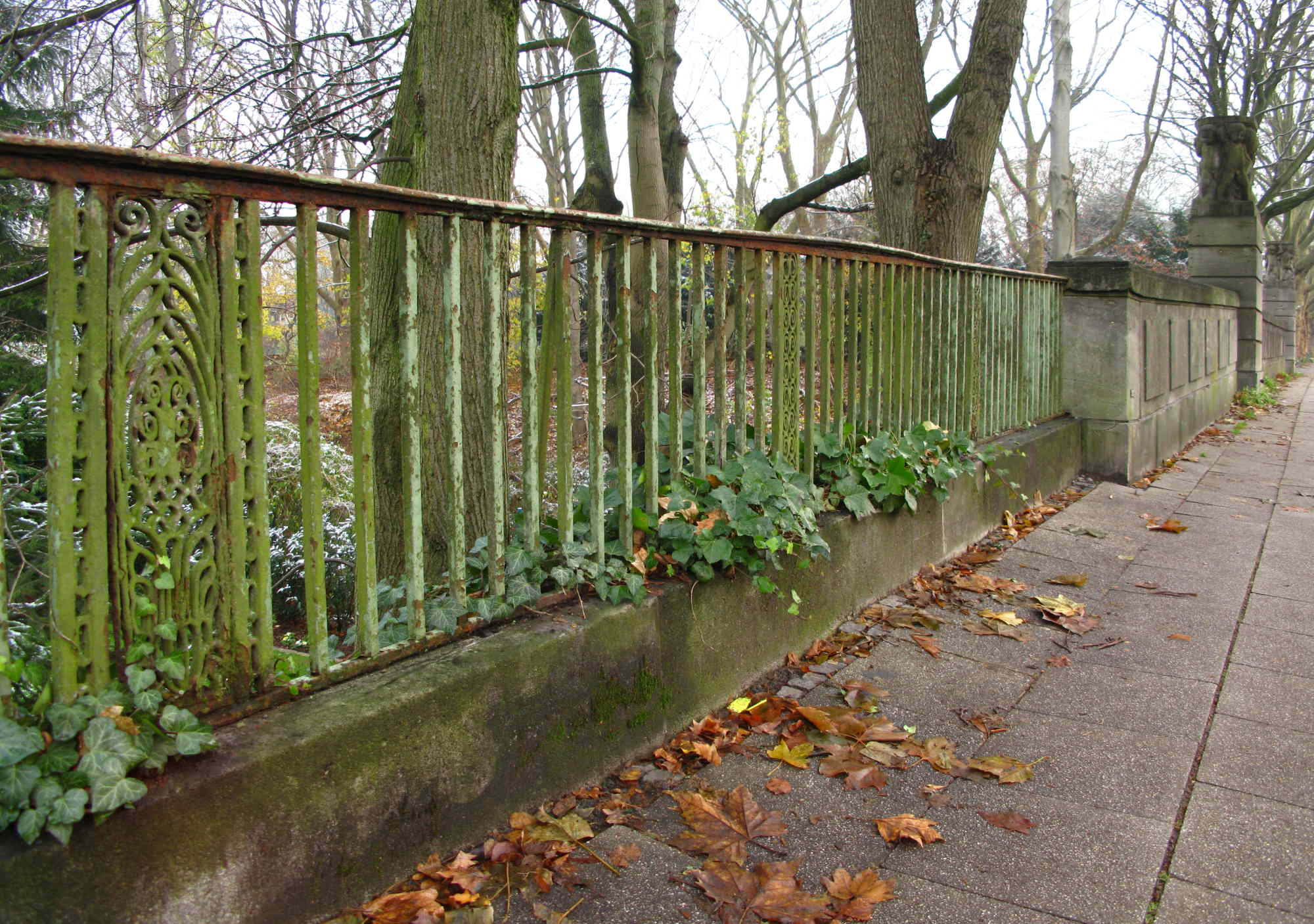
Jugendstil-Geländer neben der Moltkebrücke
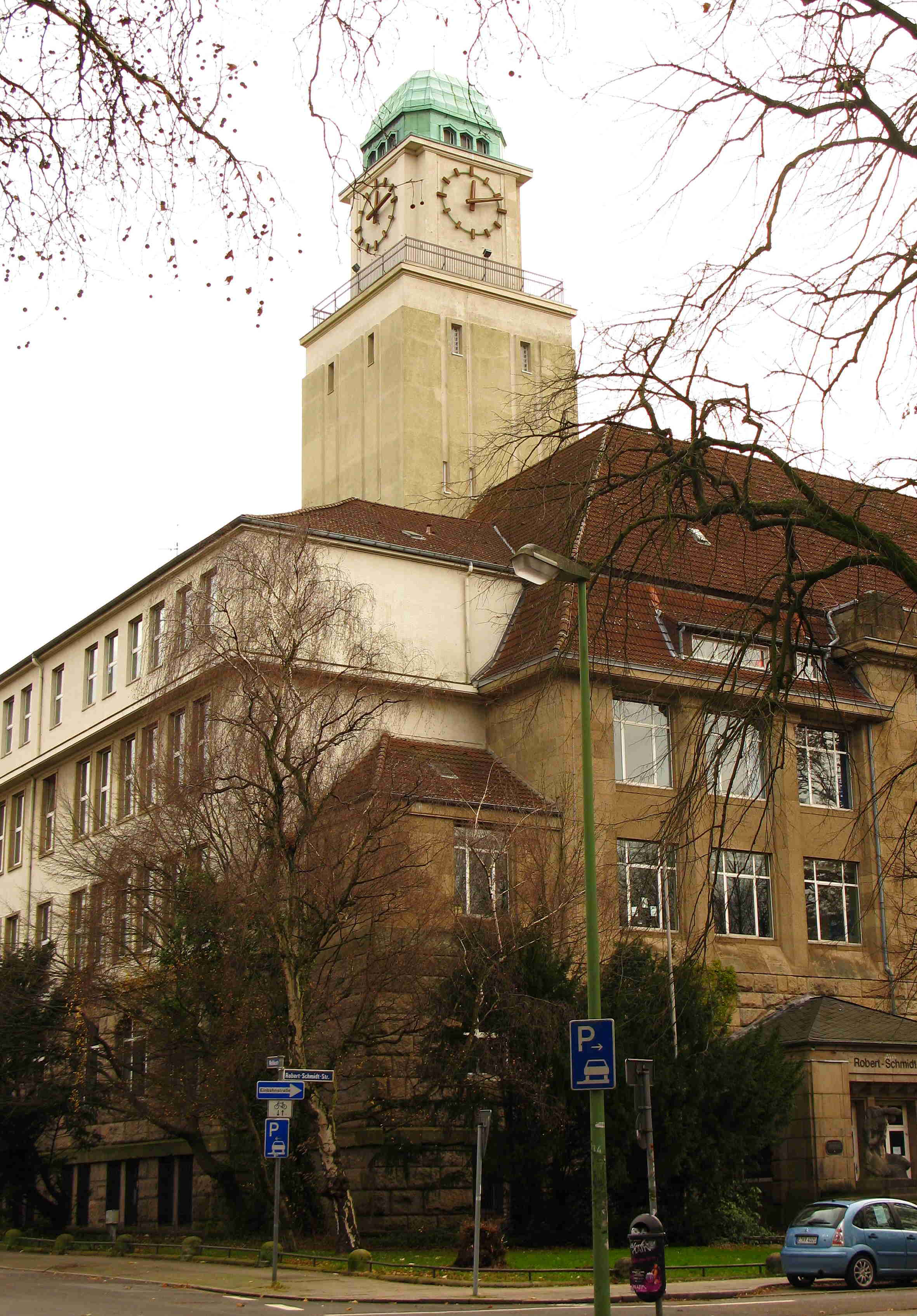
Robert-Schmidt-Berufskolleg (vormals Königliche Baugewerkschule Essen)
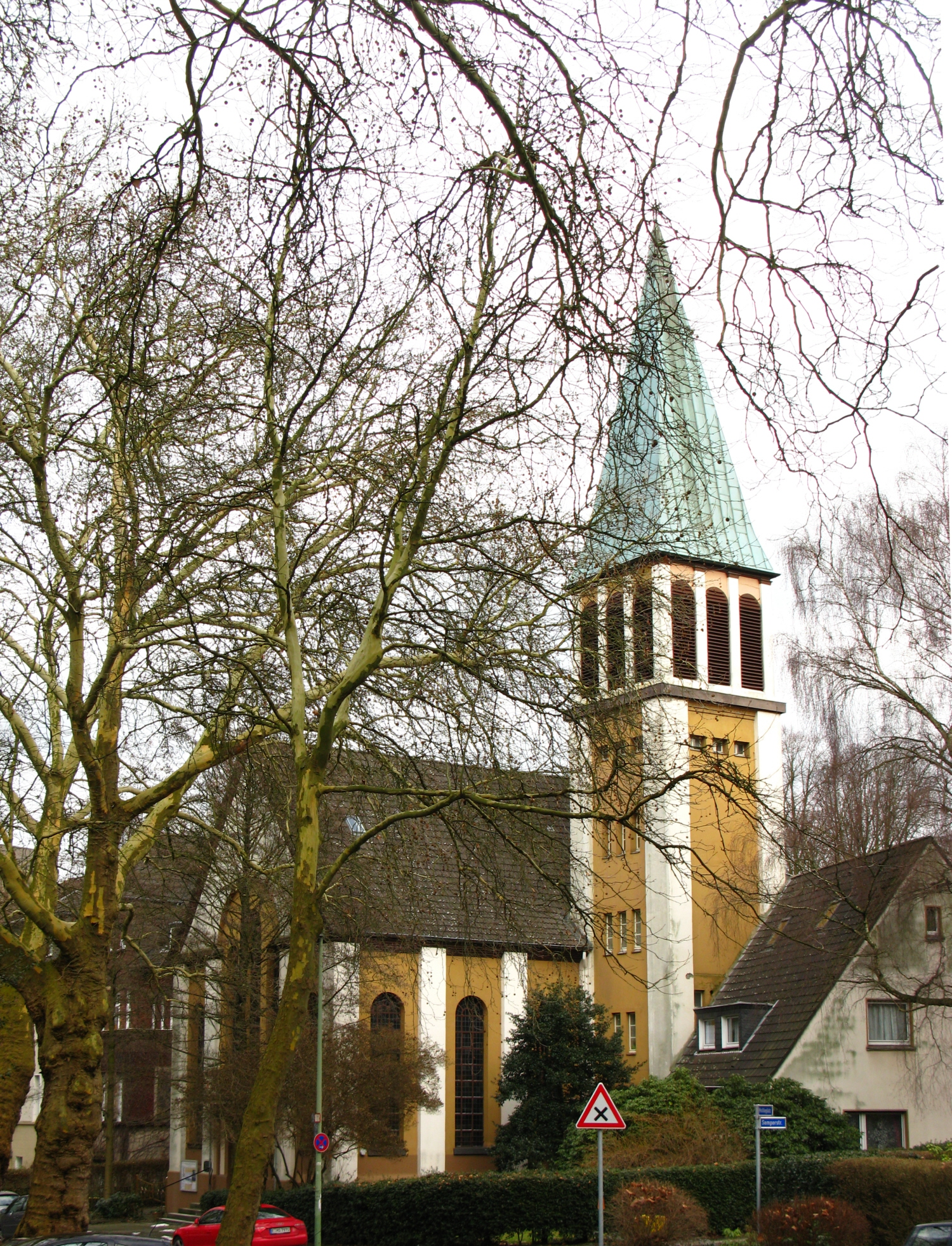
Selbständige Evangelisch-Lutherische Kirche SELK am Moltkeplatz
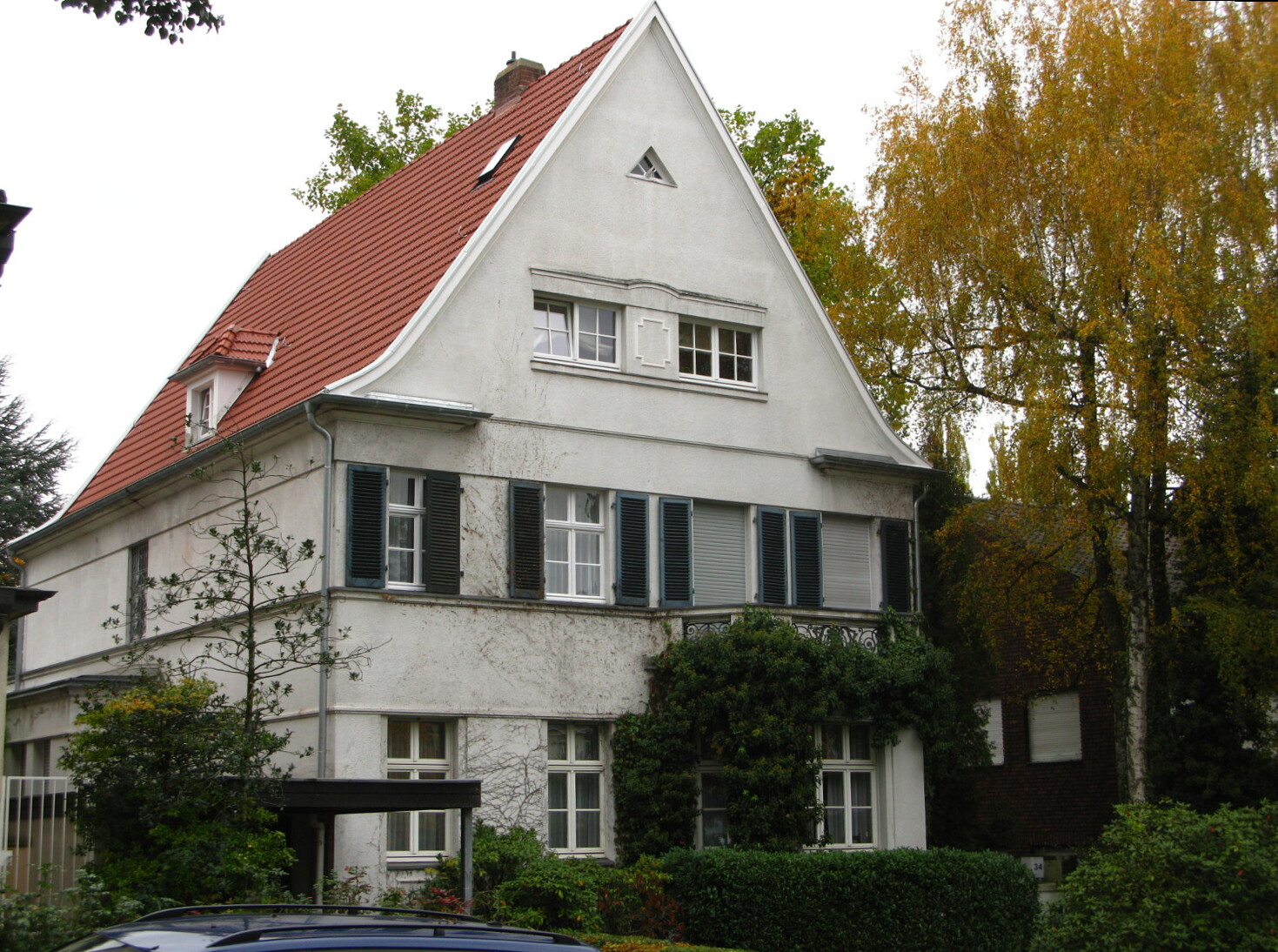
Wohnhaus Schinkelstraße 34 von Gustav Heinemann und Familie bis zu seinem Tod am 7. Juli 1976
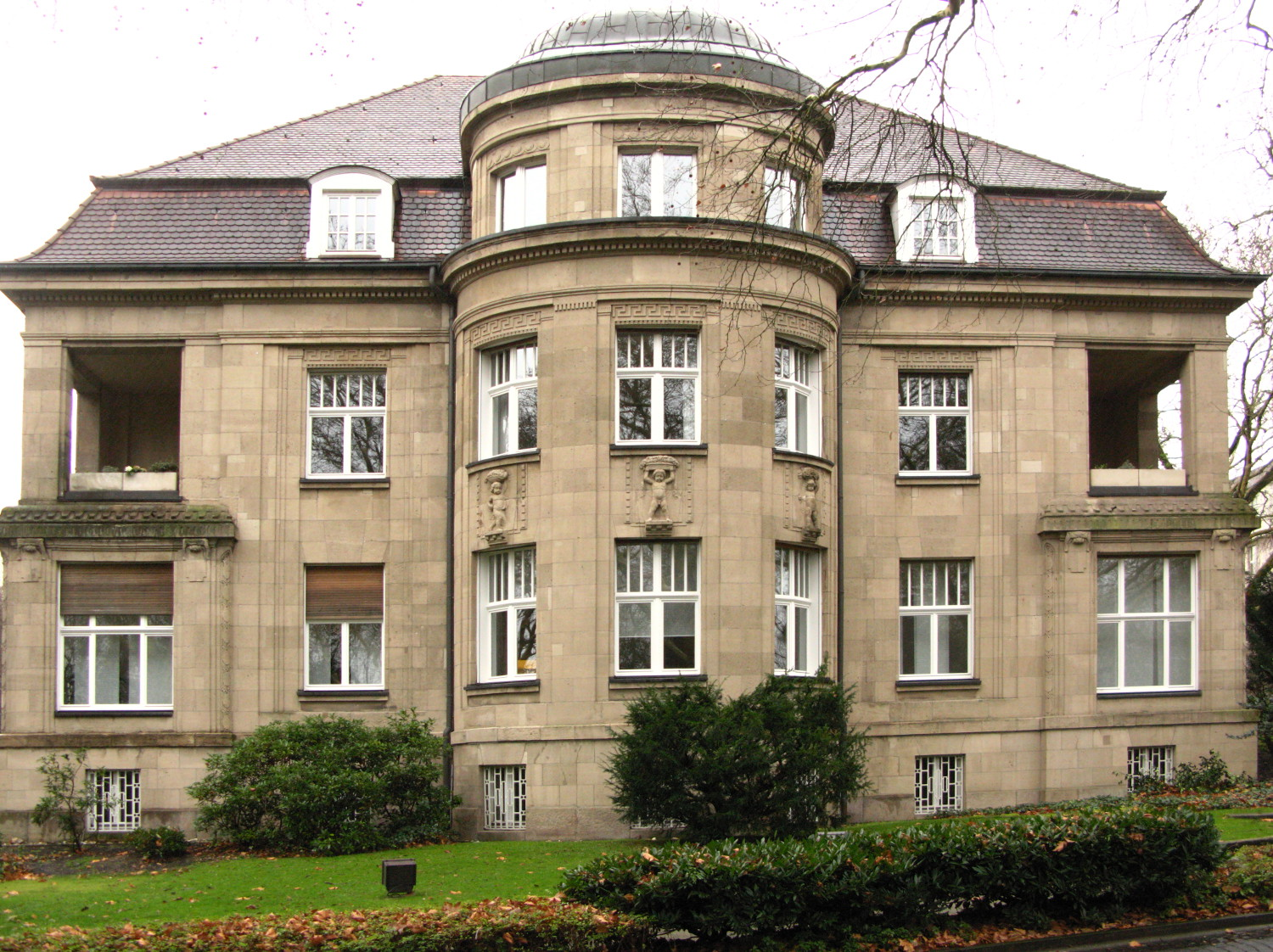
„Villa Koppers“ am Moltkeplatz: ehemaliges Wohngebäude der Familie Heinrich Koppers
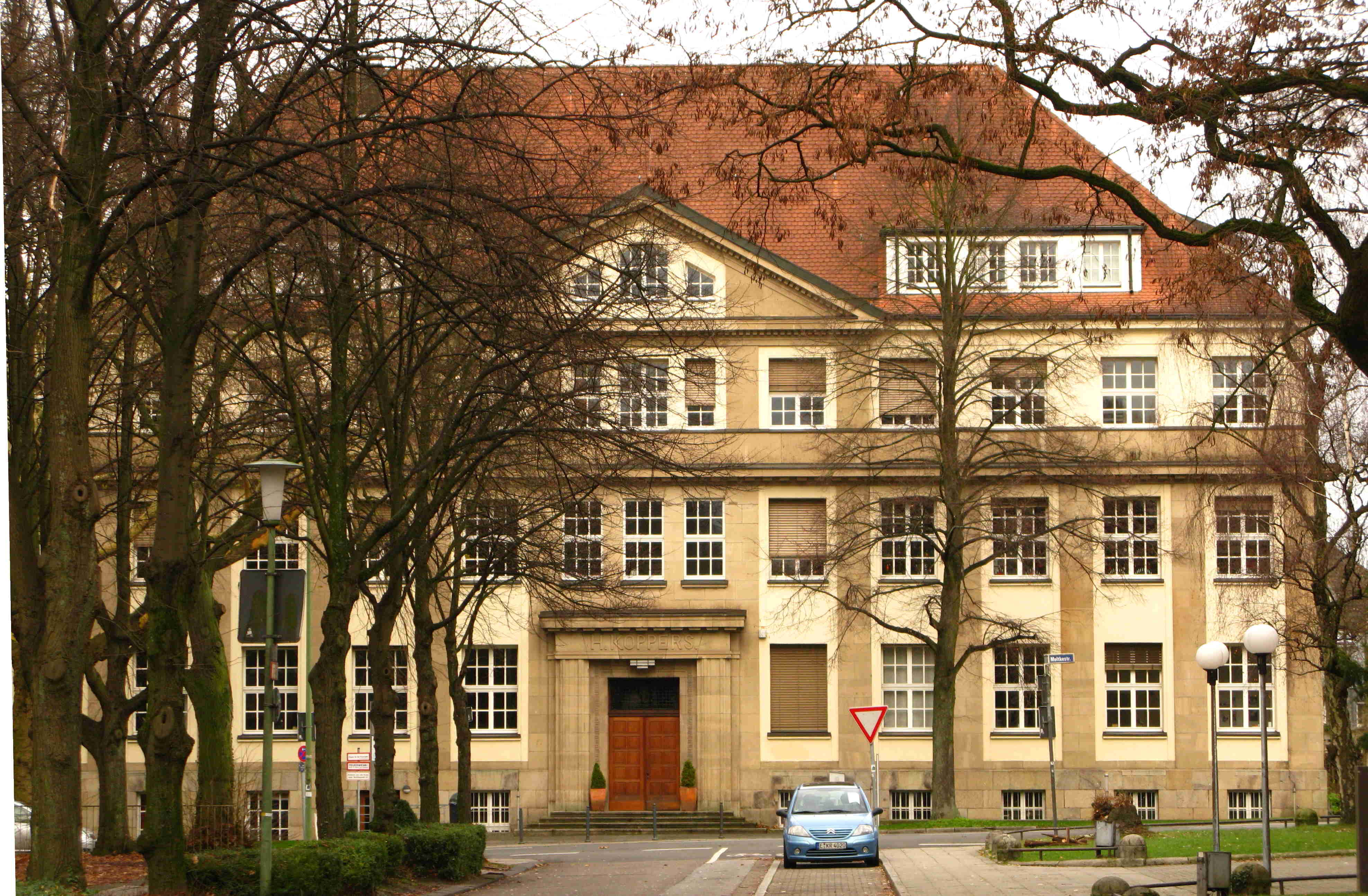
Moltkestraße; ehemaliges Verwaltungsgebäude der Firma Heinrich Koppers
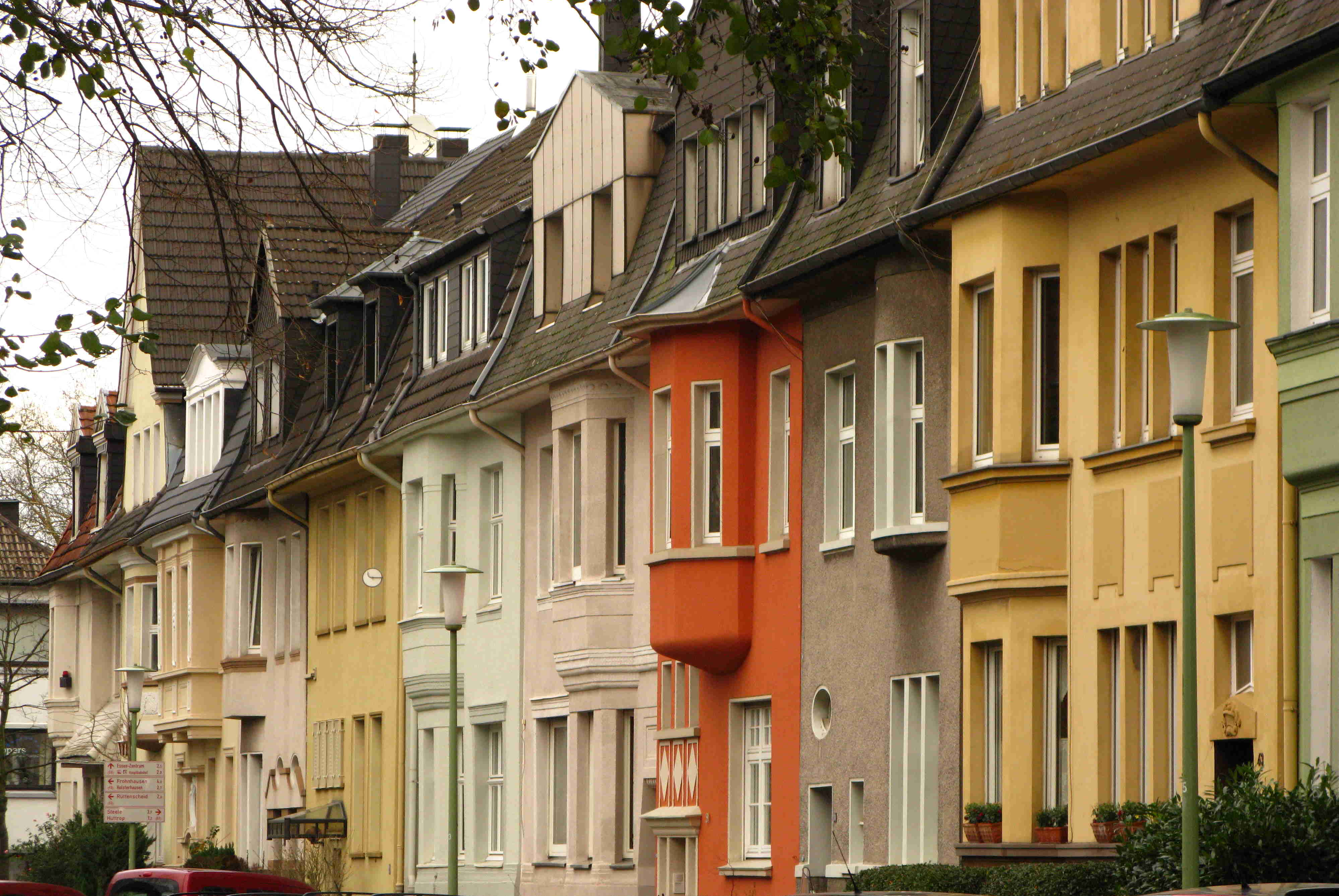
Obere Schinkelstraße
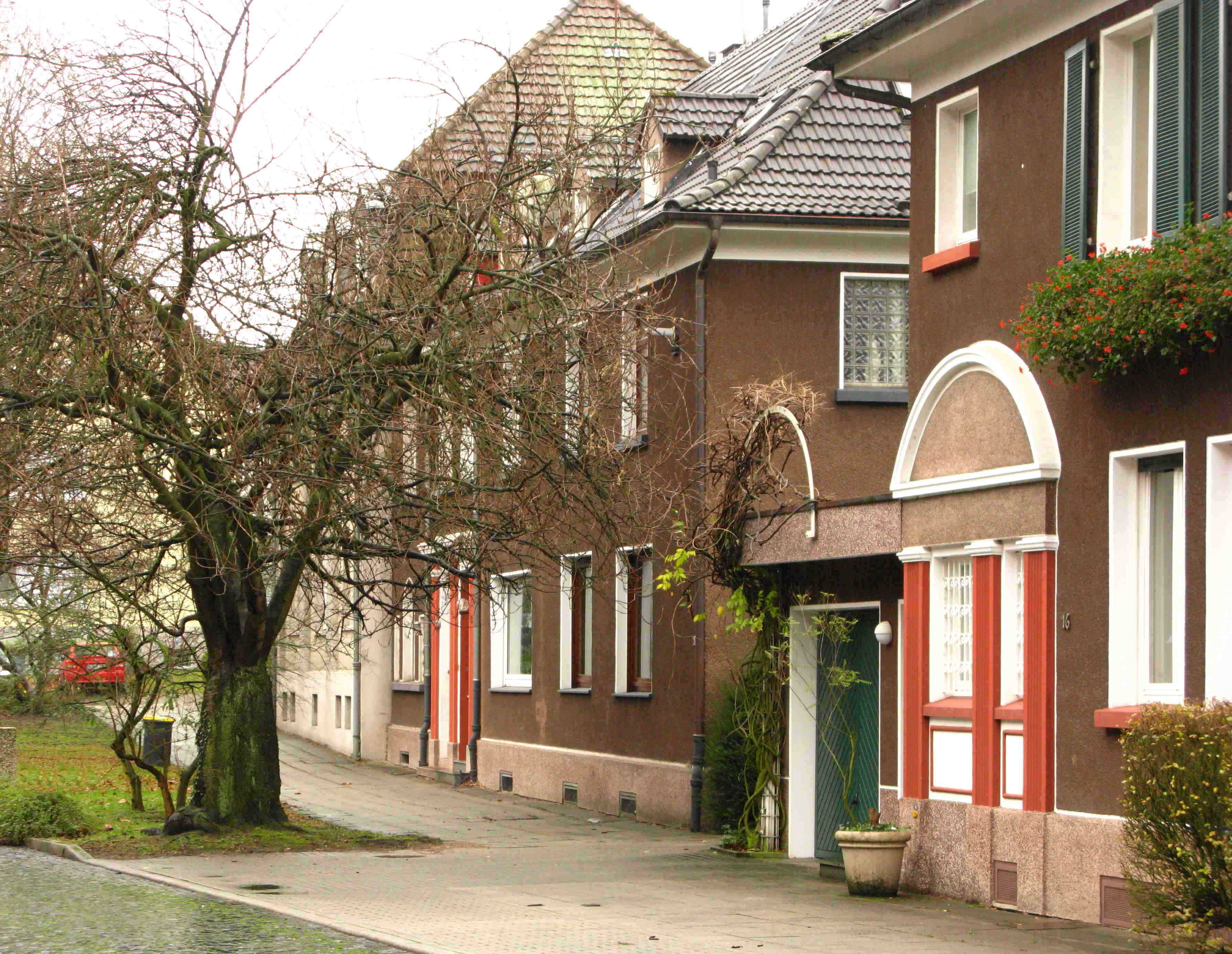
„Eigenheimsiedlung“: Messelstraße
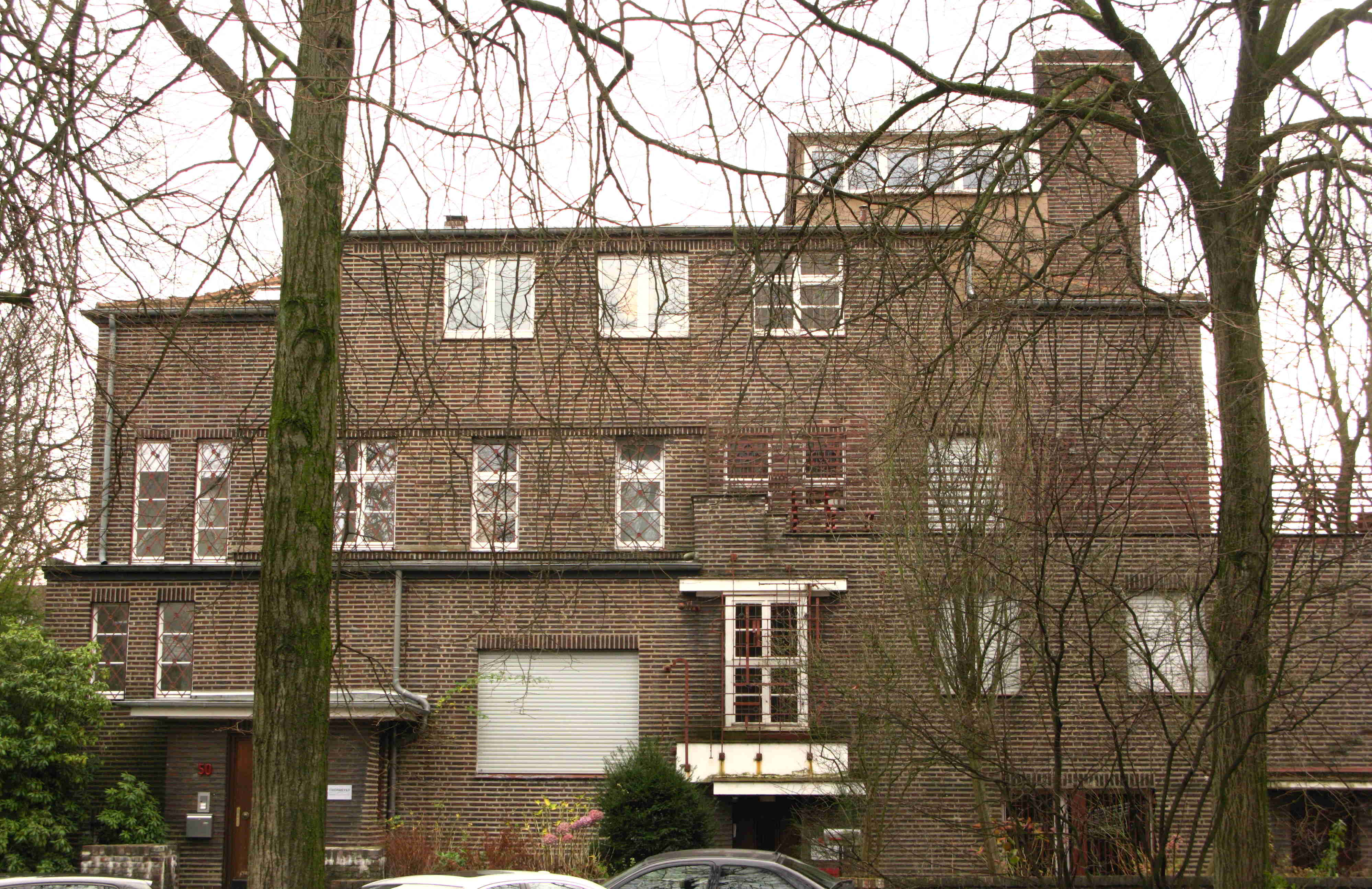
Wohn- und Atelierhaus des Architekten Edmund Körner; Moltkestraße Ecke Camillo-Sitte-Platz
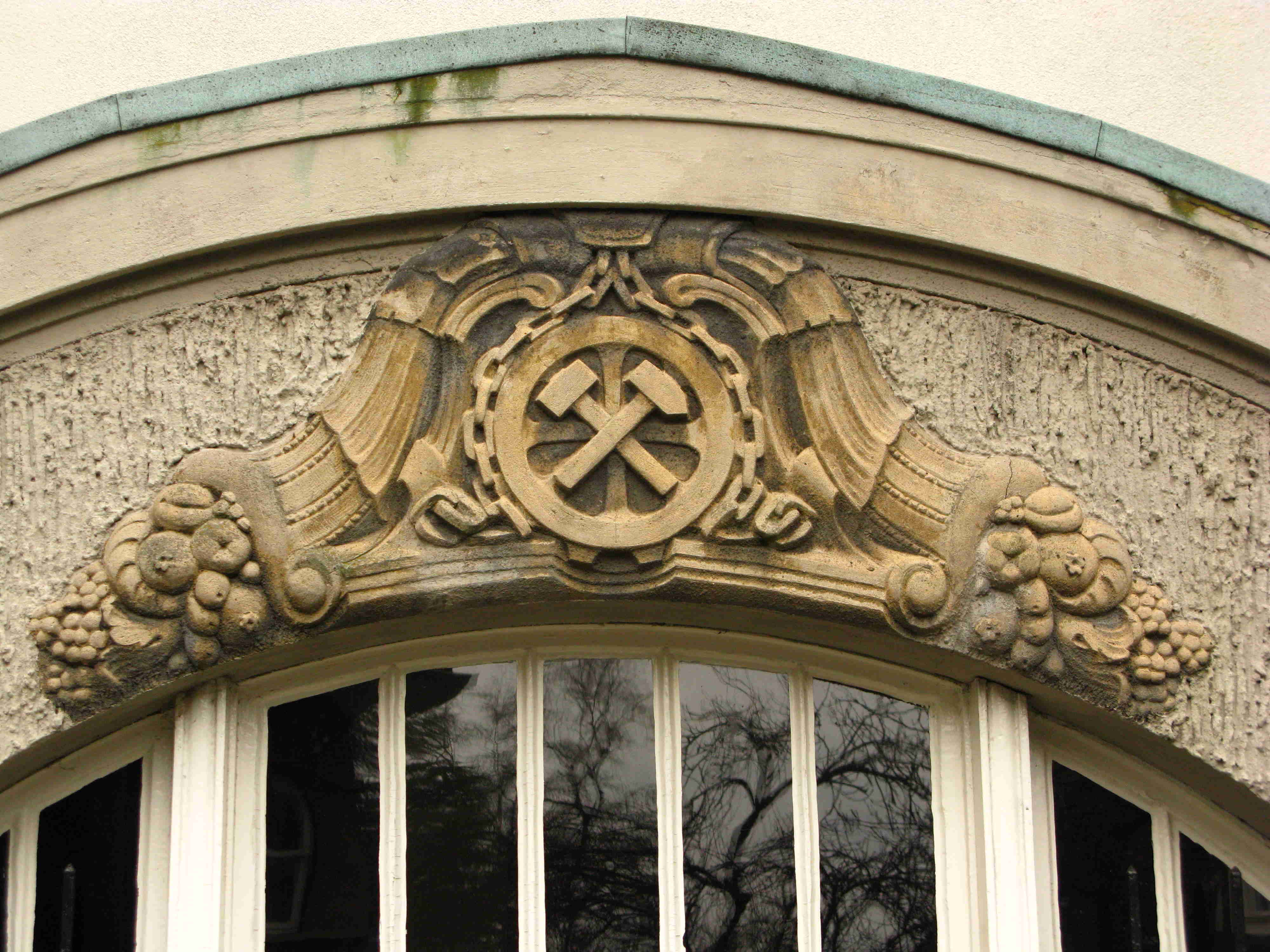
Essen war einmal eine Bergbaustadt: Schlägel und Eisen an einem Hauseingang in der Schinkelstraße
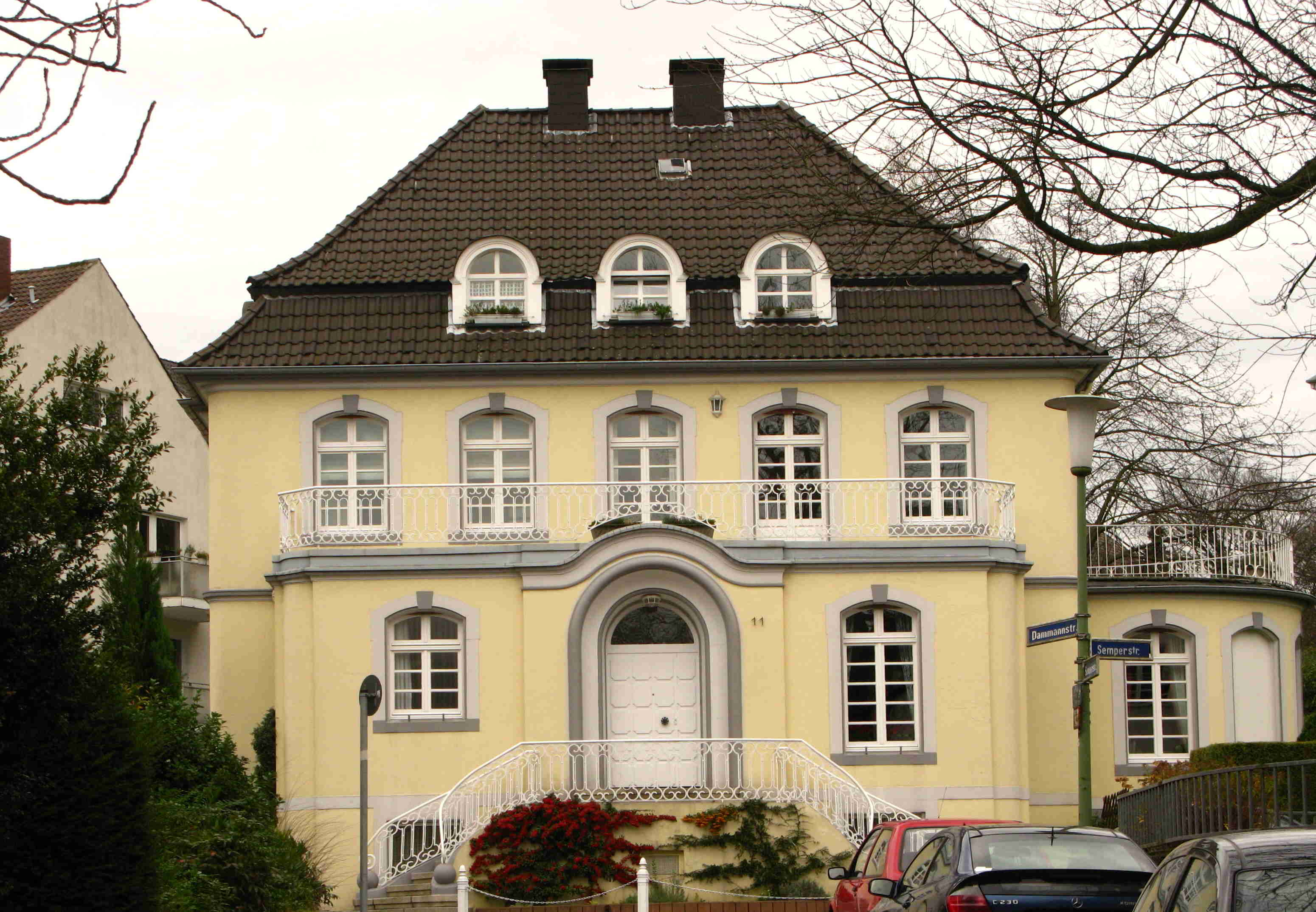
Semper-/ Dammannstraße
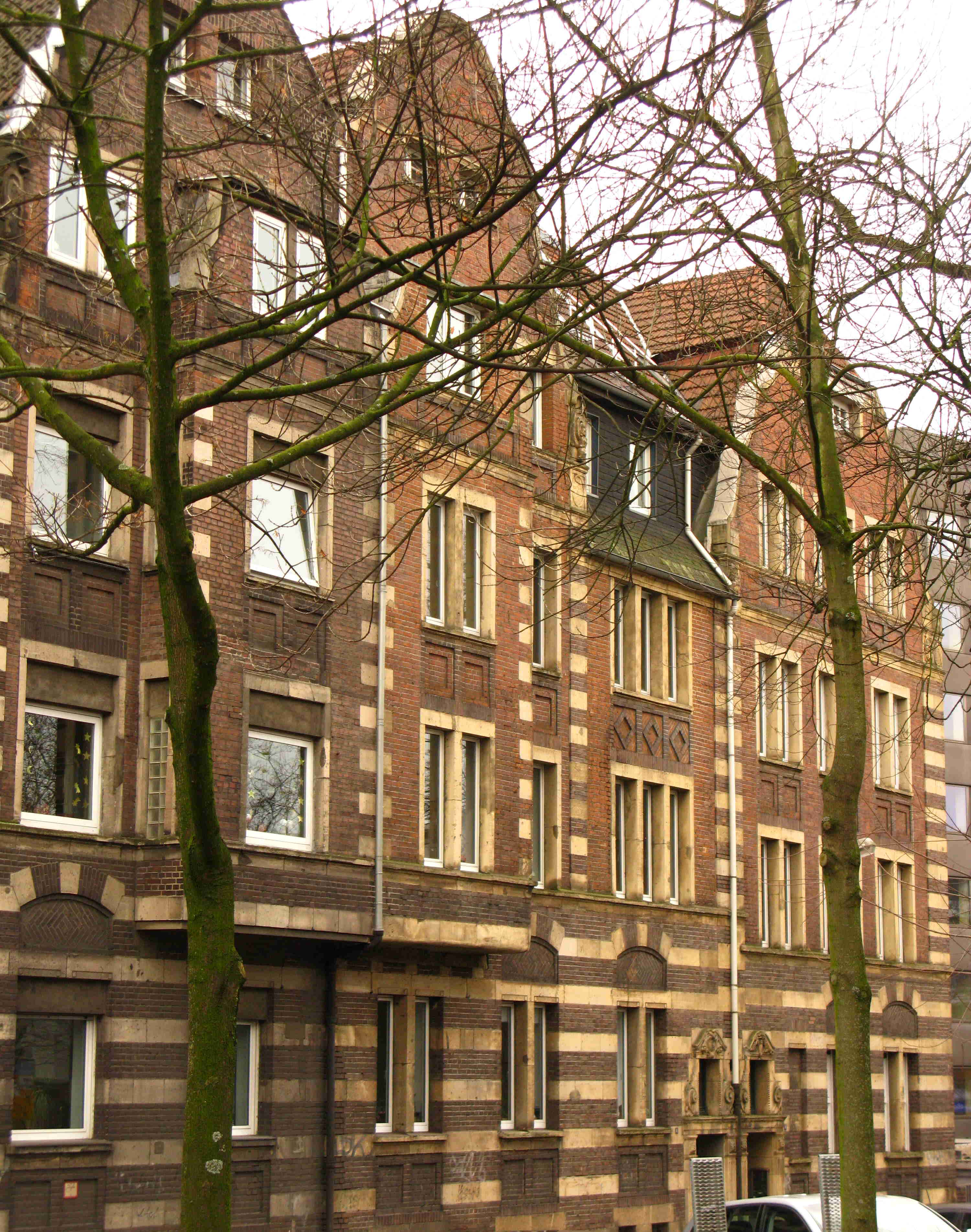
Untere Ruhrallee
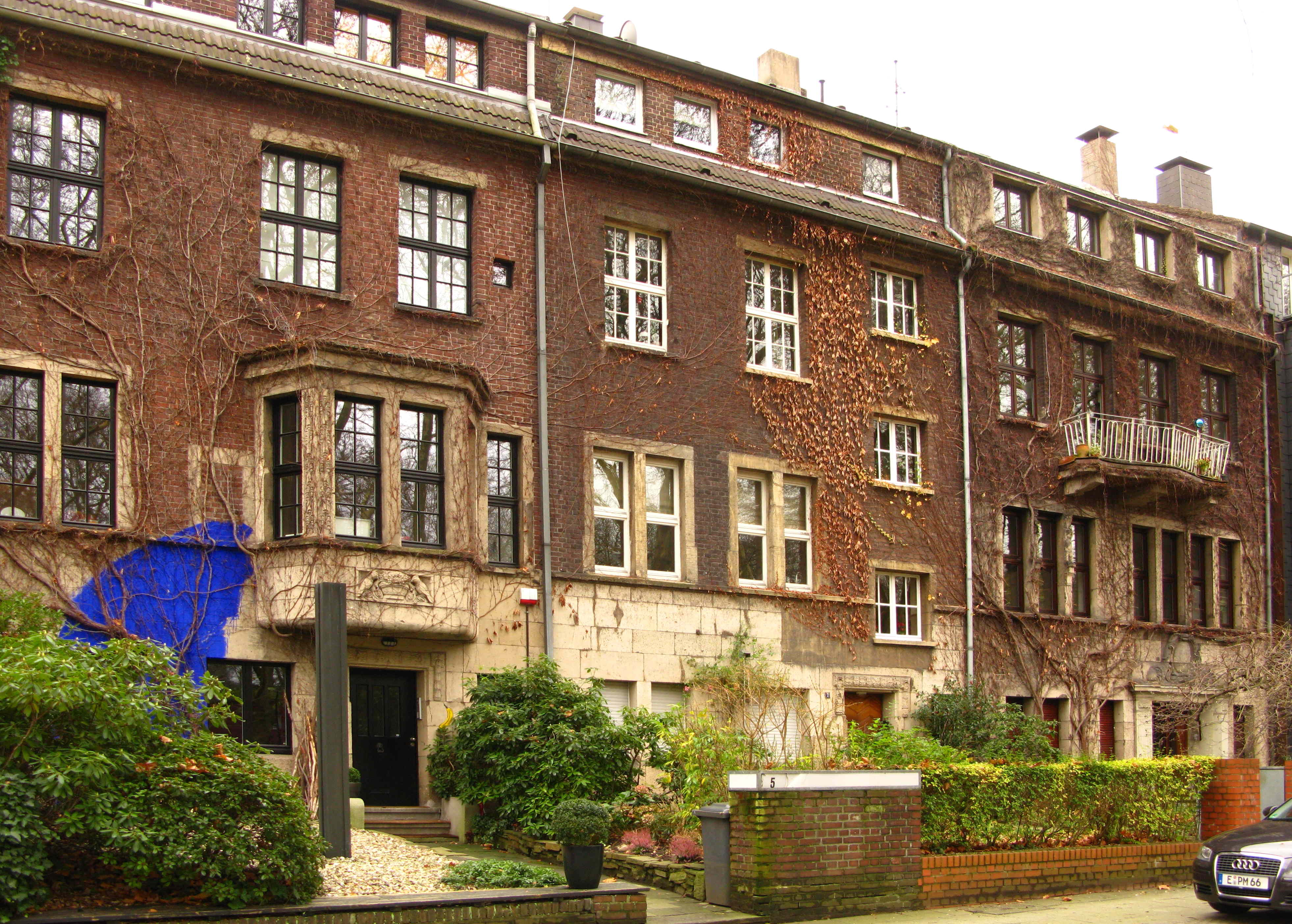
Am nördlichen Moltkeplatz; mit Stele von Jo Schöpfer und Außenarbeit Blaues Pigment von Katja Hajek

## Grünflächen

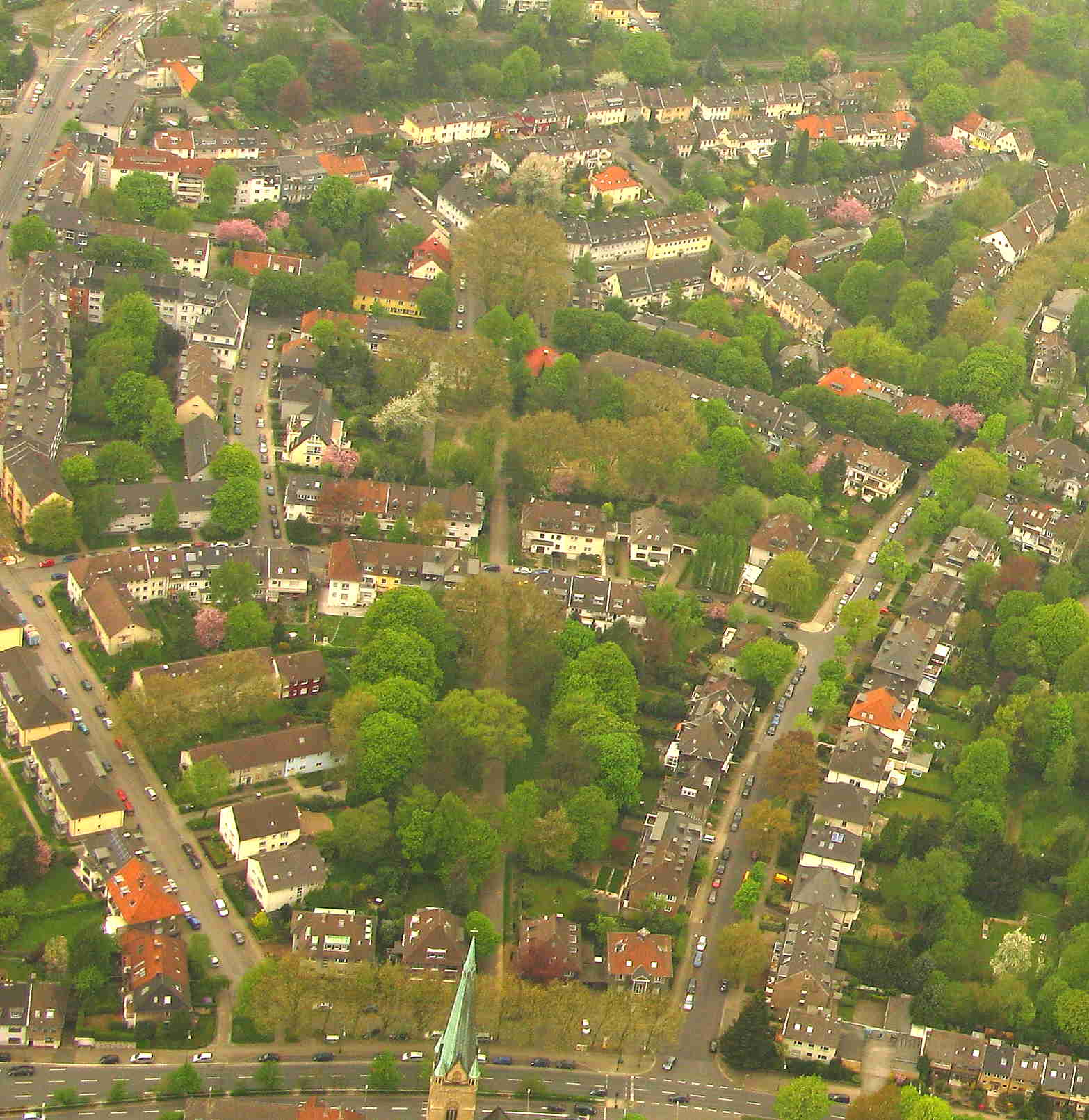
Blick über die Wiebe-Anlage von Südosten aus (2009)

Neben den Parkanlagen und den zahlreichen alten Bäumen tragen die zu den Häusern gehörenden, in der Planung von Robert Schmidt vorgegebenen großen Vorgärten dazu bei, dass das Moltkeviertel – insbesondere aus der Vogelperspektive – wie eine grüne Gartenstadt erscheint. Im Gegensatz zu einer Gartenstadt im ursprünglichen Sinn gibt es im Moltkeviertel keine räumliche Trennung in Arbeits- und Wohnbereiche. Vielmehr liegen im Moltkeviertel Arbeitsplätze – im Wesentlichen in den Bereichen Bildung, Medizin, Verwaltung, (Ingenieur-)Büros, Kanzleien – Tür an Tür mit Wohngebäuden. In einer Veröffentlichung des Bundes Deutscher Architekten und der Stadt Essen von 2004 wird angegeben, dass das Moltkeviertel ursprünglich für rund 4000 Anwohner und rund 3000 Arbeitsplätze geplant worden war.
Im südlichen Teil des Moltkeviertels wurde 1926 durch den Gartendirektor Rudolf Korte mit der Wiebeanlage eine ungewöhnliche Art einer öffentlichen Parkanlage geschaffen – erstmals in Deutschland. Sie liegt im Innenbereich der rundherum angeordneten Häuserblocks: Die rückwärtigen Gärten der einzelnen Häuser grenzen direkt an den Park mit seinem Kinderspielplatz und seinen Grünbereichen. Der Park besteht aus zwei Teilen, die durch die Bandelstraße getrennt sind. Eine Allee verbindet die beiden Teile und bildet eine Sichtachse in östlicher Richtung auf die höher gelegene St. Hubertuskirche. Im westlichen unteren Parkteil wurde die Kapelle Anna Selbdritt 1928 durch die Stadt Essen errichtet und befindet sich heute in Obhut der Gemeinde St. Hubertus und Rafael. Sie gilt als Ersatz einer ursprünglichen Kapelle nahe der Zeche Ludwig an der Rellinghauser Straße, die einst als Station bei Feldprozessionen diente, und dort 1927 aus verkehrstechnischen Gründen weichen musste. Die Originalfigur der Anna selbdritt aus dem Anfang des 16. Jahrhunderts ist aufgearbeitet heute in der Hubertuskirche ausgestellt. In den Jahren 2013 bis 2015 wurde die kleine Kapelle in der Wiebeanlage saniert.
In der nordwestlichen Fortsetzung der Wiebeanlage liegt der Uta-Ranke-Heinemann-Platz, der am 25. März 2022 offiziell eingeweiht wurde.

## Zeitgenössische Kunst
In starkem optischem Kontrast zu der gegenüberliegenden alten Häuserzeile am nördlichen Moltkeplatz hat der Essener Galerist Jochen Krüper († 2002) seit 1981 zusammen mit Uwe Rüth (vormals Direktor des Skulpturenmuseums Glaskasten Marl) ein Skulpturenensemble hochwertiger zeitgenössischer Kunst auf der Wiese des Moltkeplatzes zusammengestellt. Neben bedeutenden Werken von Heinz Breloh, Hannes Forster, Gloria Friedmann, Lutz Fritsch, Friedrich Gräsel, Ansgar Nierhoff und Ulrich Rückriem, die jetzt in Patenschaft durch den von der Anwohnerschaft gegründeten Verein Kunst am Moltkeplatz KaM e. V.  erhalten und gepflegt werden, wird seit 2010 im Rahmen des Projektes Junge Kunst am Moltkeplatz jeweils für eine beschränkte Zeit ein ausgewähltes junges Werk ausgestellt. An anderen Stellen im Viertel findet sich zeitgenössische Kunst im Außenraum, so an der Ecke Moltkestraße/Schinkelstraße und auf privaten Grundstücken, wie am nördlichen Moltkeplatz als Skulpturenensemble Moltkeplatz Essen.

Skulpturen am Moltkeplatz von …
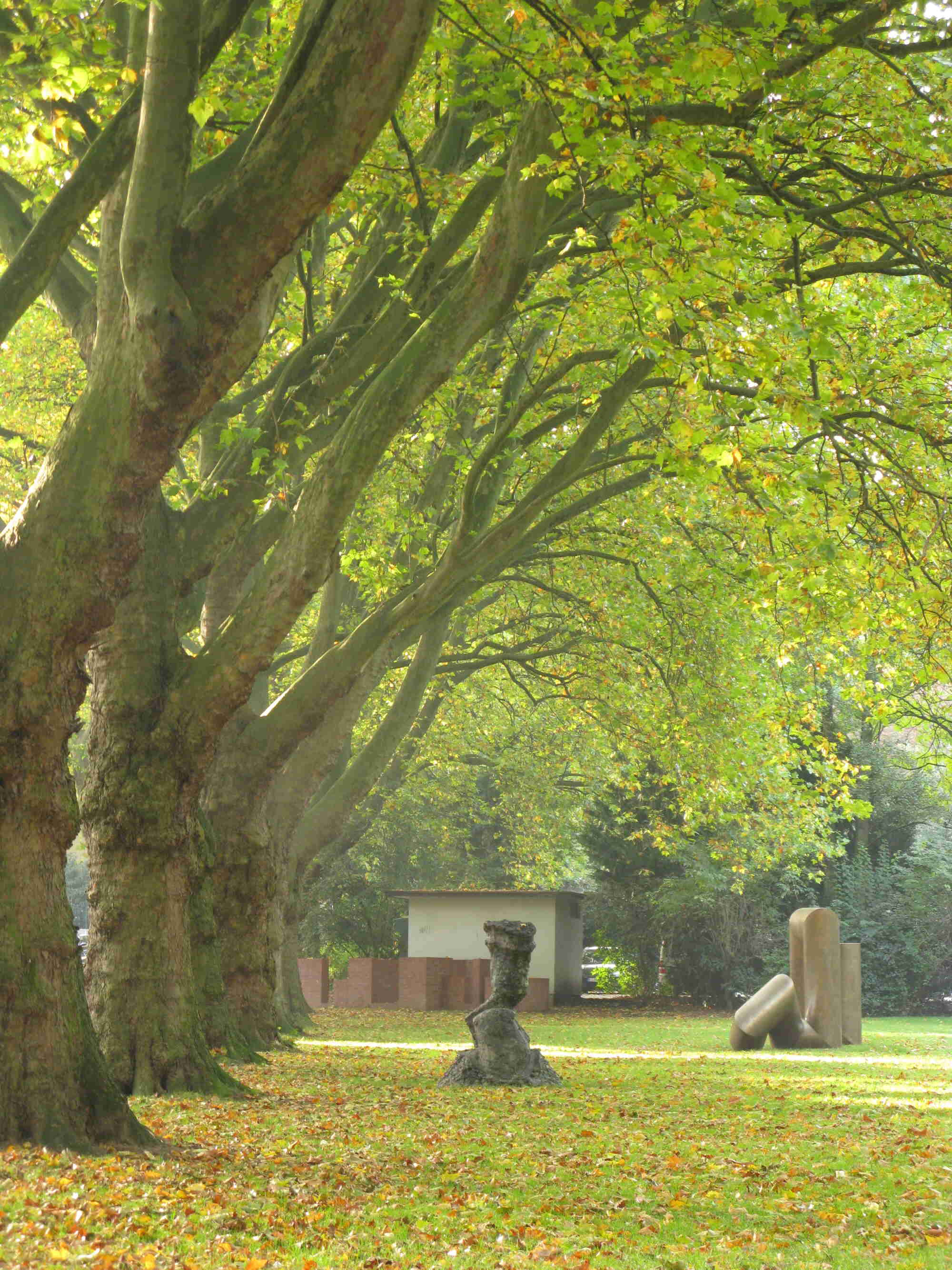
… Heinz Breloh, Friedrich Gräsel und Hannes Forster unter 100-jährigen Platanen
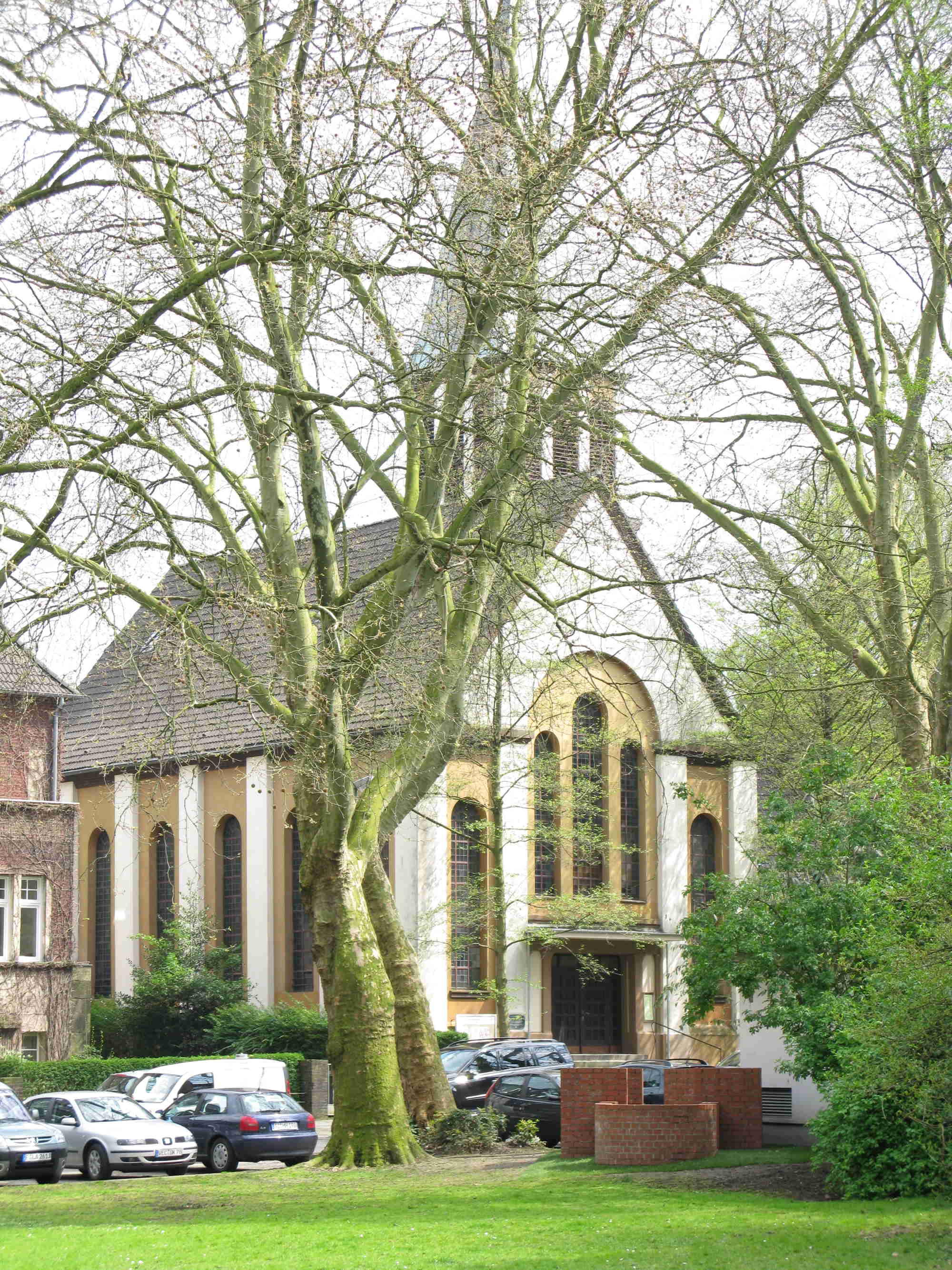
… Hannes Forster mit Ausrichtung auf die Alt-Lutherische Kirche (heute SELK), dem ersten Kirchbau des Architekten Otto Bartning in Deutschland
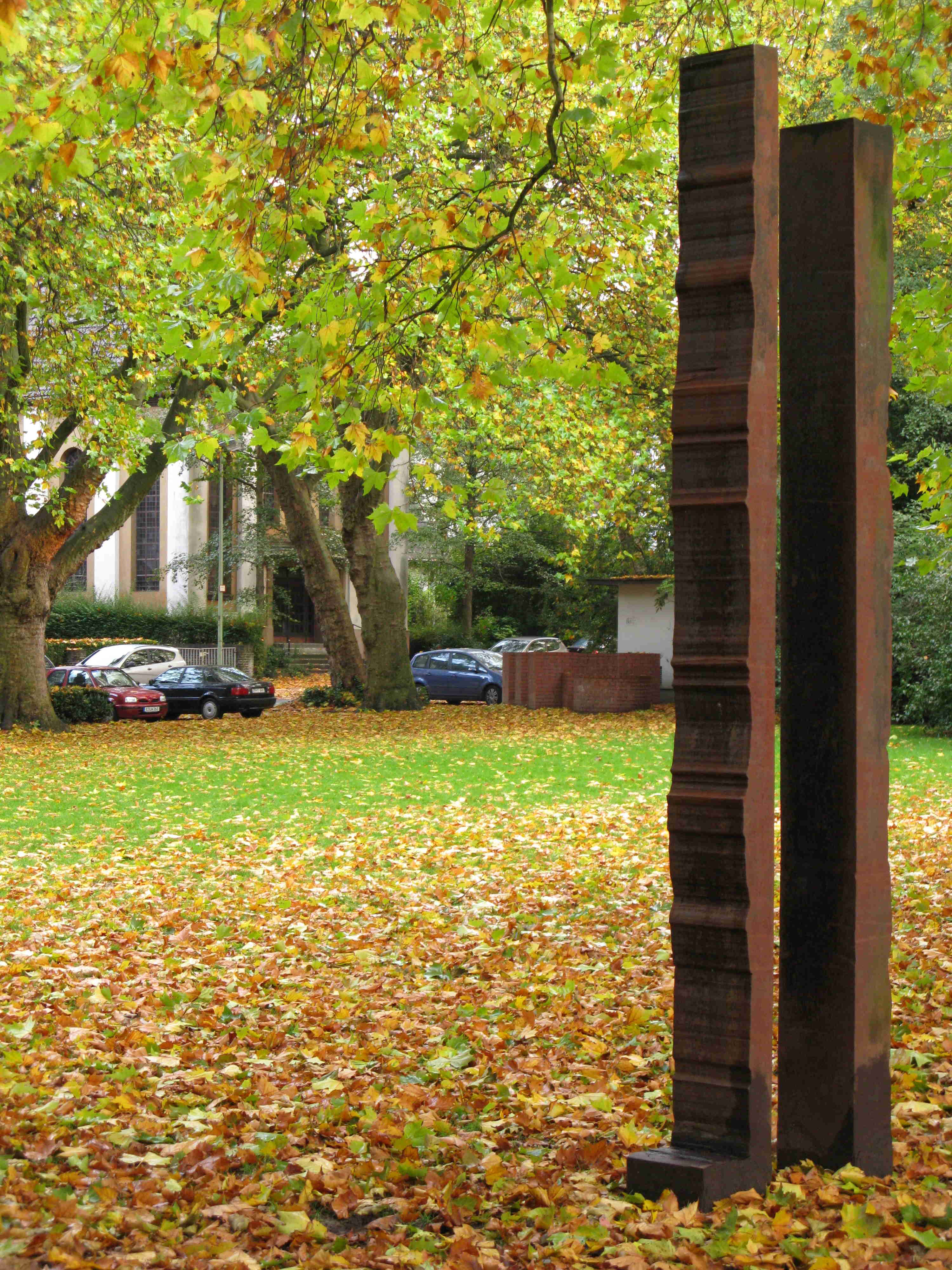
… Ansgar Nierhoff und Hannes Forster
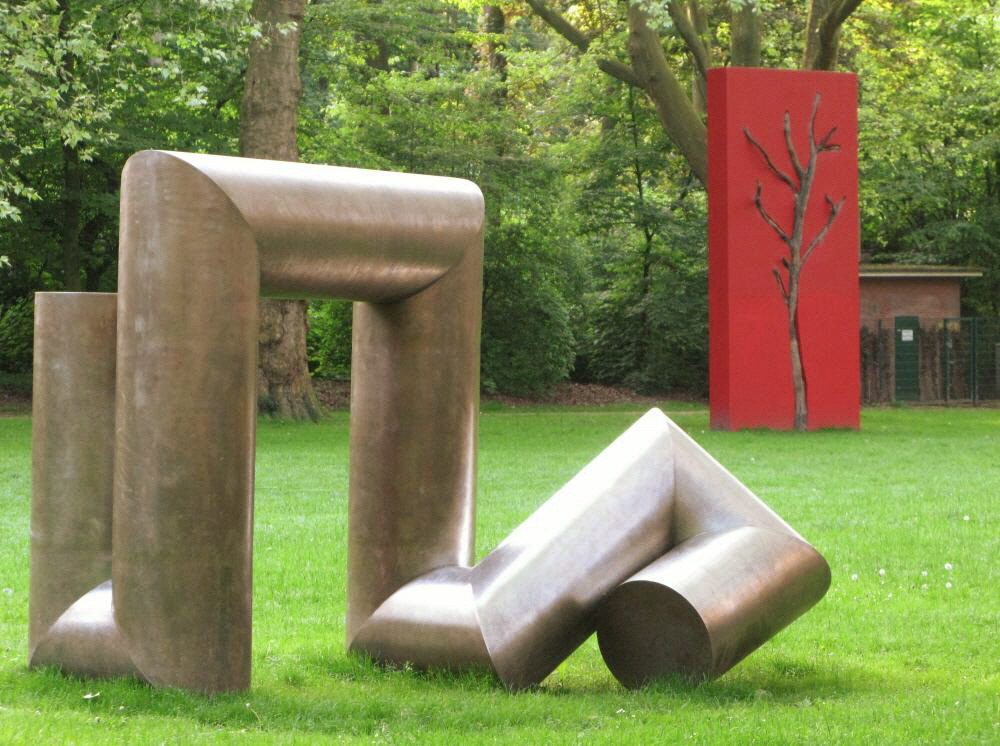
… Friedrich Gräsel und Gloria Friedmann

## Weiteres
In der Schinkelstraße 34 steht das ehemalige Wohnhaus von Hilda und Gustav Heinemann, dem ersten gewählten Oberbürgermeister Essens nach dem Zweiten Weltkrieg und dritten Bundespräsidenten der Bundesrepublik Deutschland. Über ihre Jugendzeit in diesem Haus schreibt deren Tochter Uta Ranke-Heinemann u. a. in ihrem Beitrag Der BDM-Keller im Hause meines Vaters. Später, bis zu ihrem Tod 2021, wohnte Uta Ranke-Heinemann in einem Haus an der Henricistraße. Der oben erwähnte, 2022 nach ihr benannter Platz liegt ganz in der Nähe.
An der Moltkestraße 31 befand sich bis 2021 die Filiale Essen der Deutschen Bundesbank. Anfang September 2024 erwarb die Stadt Essen das Areal. Das ehemalige Bankgebäude aus dem Jahr 1986 wird mit einer Investition von 36 Millionen Euro zu einer Grundschule umgenutzt und umgebaut werden. Anstelle der Tiefgarage wird die zugehörige Sporthalle entstehen. Gegen den damit zusammenhängenden geplanten Abriss der 1927 gebauten, gut erhaltenen ehemaligen Direktorenvilla an der Schinkelstraße 38, um Platz zu schaffen für Schulhof / Parkplatz, setzt sich eine Aktionsgemeinschaft engagierter Bürger des mit einer Erhaltungssatzung geschützten Moltkeviertels ein.
Die Krankenanstalten der Huyssens-Stiftung an der Henricistraße und das Elisabeth-Krankenhaus auf der anderen Straßenseite der Ruhrallee bilden zusammen mit den umliegenden Einrichtungen einen Schwerpunkt der medizinischen Versorgung. In der Villa Koppers, Moltkeplatz 61, dem ehemaligen Wohnhaus des Industriellen Heinrich Koppers, hat die International School Ruhr ihren Sitz.
Im Jahr der RUHR.2010 Kulturhauptstadt Europas feierte die SELK-Kirchengemeinde das 100-jährige Bestehen ihres von Otto Bartning gebauten, unter Denkmalschutz stehenden Kirchengebäudes. Später im Jahr begingen die Anwohner des Moltkeplatzes dessen Namensgebung vor ebenfalls 100 Jahren. Die von Edmund Körner gebaute vormalige Königliche Baugewerkschule Essen (das heutige Robert-Schmidt-Berufskolleg) feierte am 16. November 2011 das 100-jährige Jubiläum seiner Einweihung.